# La Cerise sur le gâteau de mariage

La Cerise sur le gâteau de mariage (The Michaels) est un téléfilm américain réalisé par Bradford May, diffusé en 2014.

## Synopsis
Katherine est une jeune avocate brillante et ambitieuse qui ne vit que pour son travail mais le mariage de son amie Marcie, dont elle est la témoin, lui fait prendre conscience de sa solitude. Lors d'un rendez-vous chez Dora, esthéticienne et voyante à ses heures perdus, celle-ci lui prédit qu'elle va rencontrer l'homme de sa vie, un dénommé Michael. À partir de ce moment Marcie décide d'organiser des rendez-vous pour son amie avec tous les Michael qu'elle croise, mais c'est un désastre, et tout ça sous les yeux amusés du beau Tom, le témoin du marié…

## Fiche technique
- Titre original : The Michaels
- Réalisation : Bradford May
- Scénario : Cristina Colissimo, Mandie Green et Jennifer Notas
- Photographie : James W. Wrenn
- Durée : 90 min
- Date de diffusion :
  -  France : 25 septembre 2014 sur M6

## Distribution
- Larisa Oleynik (VF : Delphine Braillon) : Katherine Bixby
- Laura Breckenridge (VF : Hélène Bizot) : Marcie Schlossberg
- Shaun Sipos (VF : Hervé Grull) : Michael Breakstone
- Ryan Sypek (VF : Alexandre Gillet) : Rick Wychowski
- Beverly D'Angelo : Millie Barnworth
- Elliott Gould (VF : Bernard Tiphaine) : Max Barnworth
- Brant Daugherty (VF : Thierry D'Armor) : Tom Stanfield
- Jared Ward : Michael Gelbart
- Amanda Jane Cooper : Lori
- Mark Cirillo : Michael Sales

Source et légende : Version française sur le carton du doublage français télévisuel.